# Guelo-N’Faly
Guelo-Nfaly est une ville et une sous-préfecture de Guinée, rattachée à la préfecture de Gueckedou et à la région de Nzerekore.

## histoire
Guelo-Nfaly est une sous-préfecture de Guinee créée en 2021.